# Georges Plomb
Pour les articles homonymes, voir Plomb (homonymie).
Georges Plomb, né en 1938, est un journaliste suisse d’origine genevoise. 

## Biographie
C'est un fin observateur de la vie politique. Il était en 1968 le correspondant parlementaire de 24 heures, puis des journaux La Suisse, Le Matin et L'Illustré. Il passa ensuite à l'audiovisuel comme représentant de la Télévision suisse romande.
Revenu à la presse écrite, il est, jusqu'à fin juin 2003, le correspondant de La Liberté. 
Au moment où Georges Plomb a commencé son travail à Berne, les députés étaient vêtus de noir et les journalistes se levaient à l'arrivée d'un conseiller fédéral lors d'une conférence de presse. 
Il a écrit en 1989 un livre sur les Sept Sages et qui commence par ces mots:  « Vive le Conseil fédéral ! »
Docteur en sciences politiques de l’Université de Lausanne, Georges Plomb a été chargé de cours à l’Université de Genève.

## Œuvres
- Les Sept Sages, Lausanne, 1989.